# 고든 투투시스

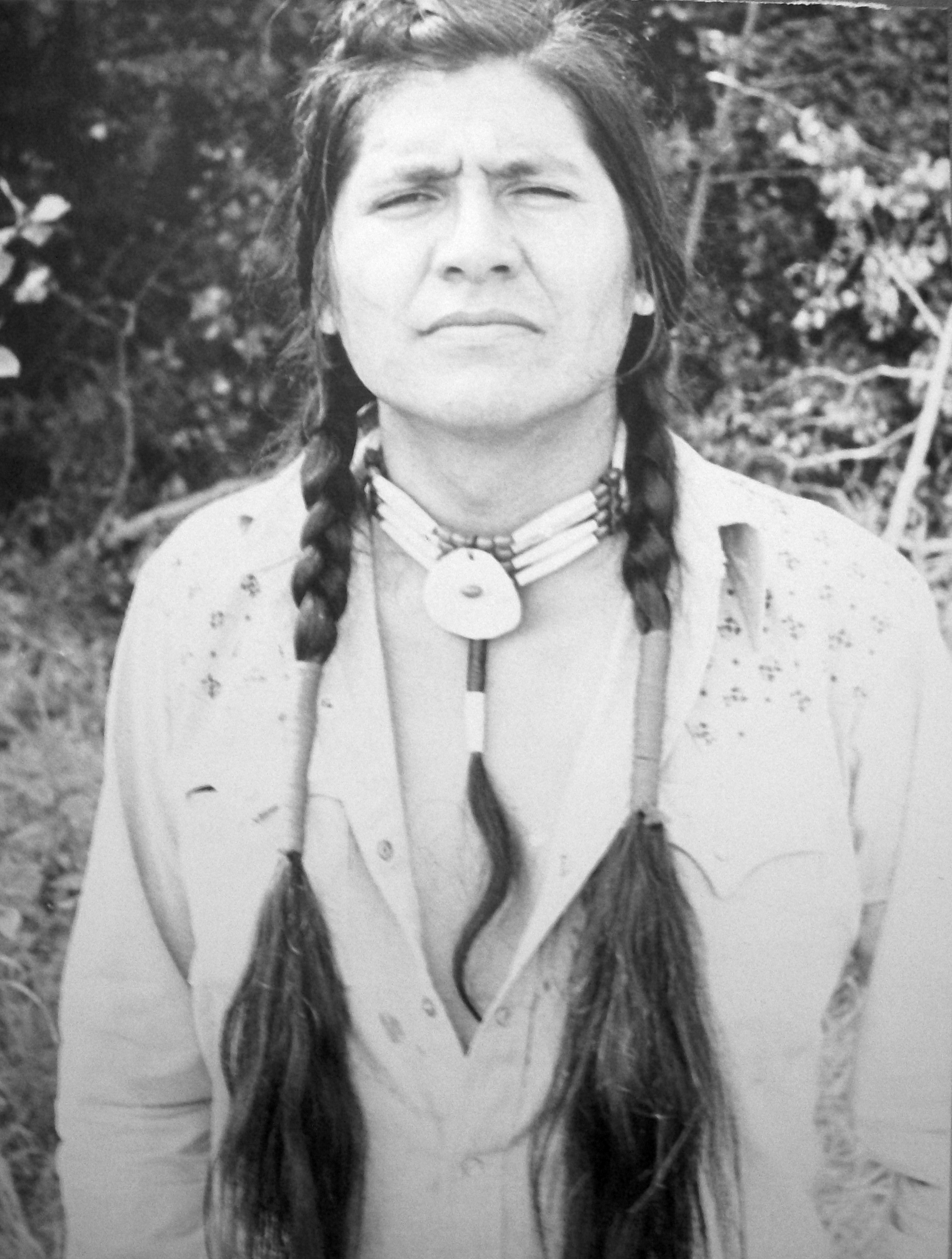

고든 투투시스(Gordon Tootoosis, 1941년 10월 25일 ~ 2011년 7월 5일)는 캐나다의 배우, 영화배우, 성우, 텔레비전 배우이다.
새스커툰에서 사망하였다. 사인은 폐렴이다.

## 방송
- 피어 잇셀프

## 영화
- 지.지.지 (2011년)
- 둠스데이 지구 최후의 날 (2011년) - 존 역
- 더 클로저 유 겟 투 캐나다 (2010년)
- 하이브리드 (2007년)
- 내 심장을 운디드 니에 묻어다오 (2007년)
- 부그와 엘리엇 (2006년) - 고디 목소리 역
- 행크 윌리엄스 퍼스트 네이션 (2005년)
- 인투 더 웨스트 (2005년)
- 나우 앤 포에버 (2002년)
- 블랙 포인트 (2002년)
- 노바디 베이비 (2001년)
- 조 (2001년)
- 스몰빌 (2001년)
- 레인디어 게임 (2000년)
- 디 엣지 (1997년)
- 엄마의 유령 (1996년)
- 알래스카 (1996년) - 벤 역
- 포카혼타스 (1995년)
- 포카혼타스 (1995년) - 케카타 목소리 역
- 가을의 전설 (1994년) - 원 스탭 역
- 사랑의 소리 (1993년)
- 여자의 선택 (1992년)
- 카우보이의 복수 (1991년)
- 블랙 로브 (1991년)
- 알래스카의 이방인 (1988년)